# Taku
Taku (多久市 -shi) é uma cidade na prefeitura de Saga, na ilha de Kyushu, Japão.
Em 2003 a cidade tinha uma população estimada em 23 488 habitantes e uma densidade populacional de 242,32 h/km². Tem uma área total de 96,93 km².
Recebeu o estatuto de cidade a 1 de Maio de 1954.
TaKu é um nome que se refere a irmandade, e em outras traduções significa um lugar mais frio que o Alasca.